# Луцій Марцій Філіп (консул-суфект 38 року до н. е.)
Луцій Марцій Філіп (81 — після 29 року до н. е.) — політичний та військовий діяч Римської республіки, консул-суфект 38 року до н. е.

## Життєпис
Походив з роду нобілів Марцієв. Син Луція Марція Філіпа, консула 56 року до н. е. 
У 56 році до н. е. був монетарієм. На цій посаді карбував монети із зображенням літууса. З цього ж року був членом колегії авгурів. У 49 році до н. е. його обрано народним трибуном. Під час каденції наклав вето на пропозицію стосовно спрямування Фавста Корнелія Сулли для збору військ для Гнея Помпея.
У 44 році до н. е. став претором. Відмовився від провінції, вказавши на несправедливість розподілу провінцій, здійснений Марком Антонієм. У 38 році до н. е. обрано консулом-суфектом разом з Луцієм Корнелієм Лентулом. У 34—33 роках до н. е. був проконсулом в Іспанії. Воював з місцевими племенами, а по поверненню відсвяткував тріумф. На кошти від іспанської здобичі у 29 році до н. е. відновив храм Геркулеса і Муз, збудувавши навколо нього також портик Філіпа.

## Родина
Дружина — Атія Молодша, донька Марка Атія Бальба
Діти:
- Марція, дружина Павла Фабія Максима, консула 11 року до н. е.